# کیا موهاوی
کیا موهاوی (به انگلیسی: Kia Mohave) که در شمال آمریکا به نام کیا باریگو (به انگلیسی: Kia Borrego) عرضه می‌شود یک خودروی اس‌یووی است که در کره جنوبی توسط شرکت کیا موتورز ساخته می‌شود. این خودرو در کرهو نیز آمریکا عرضه می‌شود. نام باریگو در این خودرو از مکانی به نام Anza-Borrego Desert State Park به معنی میمون برهنه گرفته شده است.

## نگارخانه

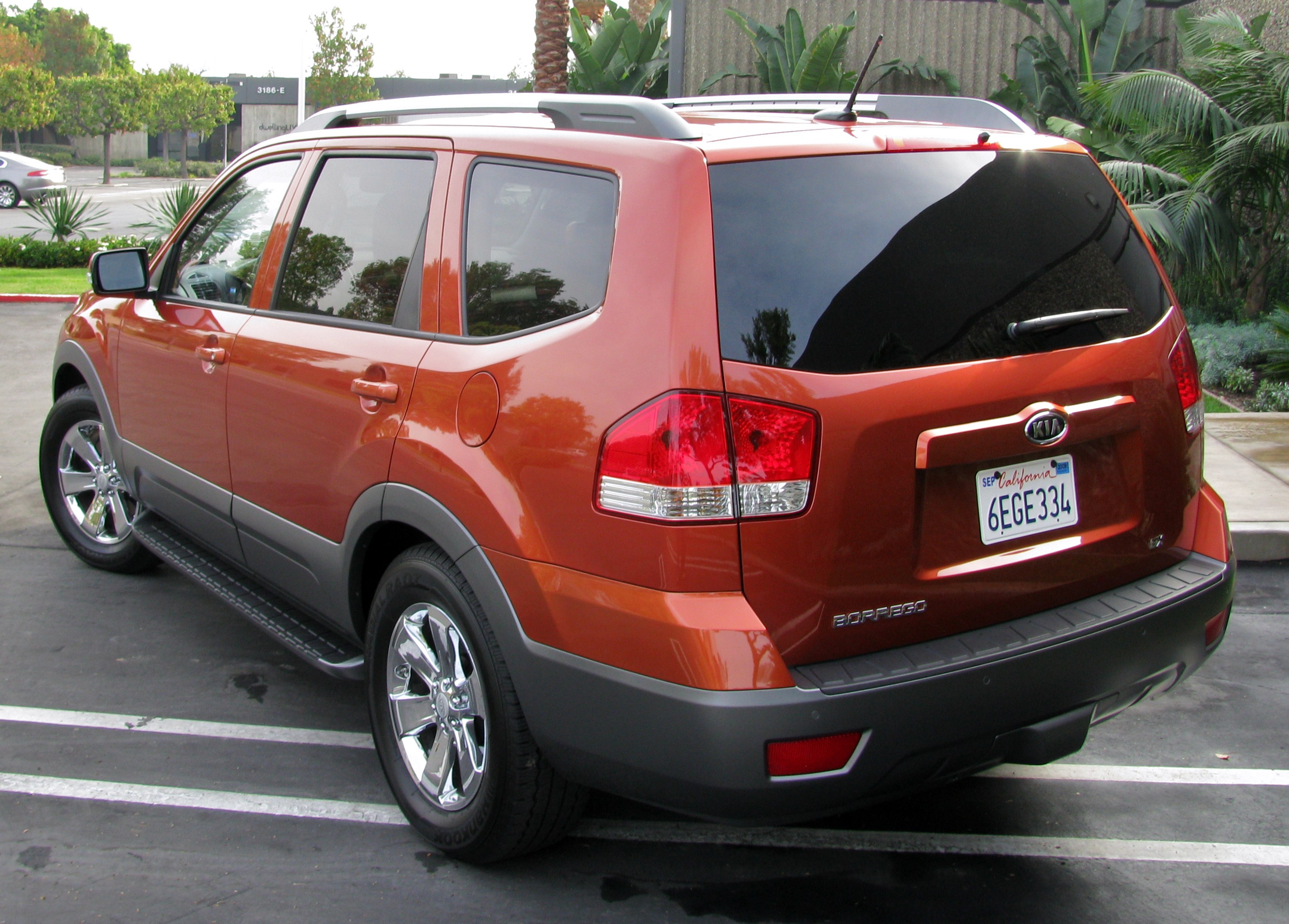
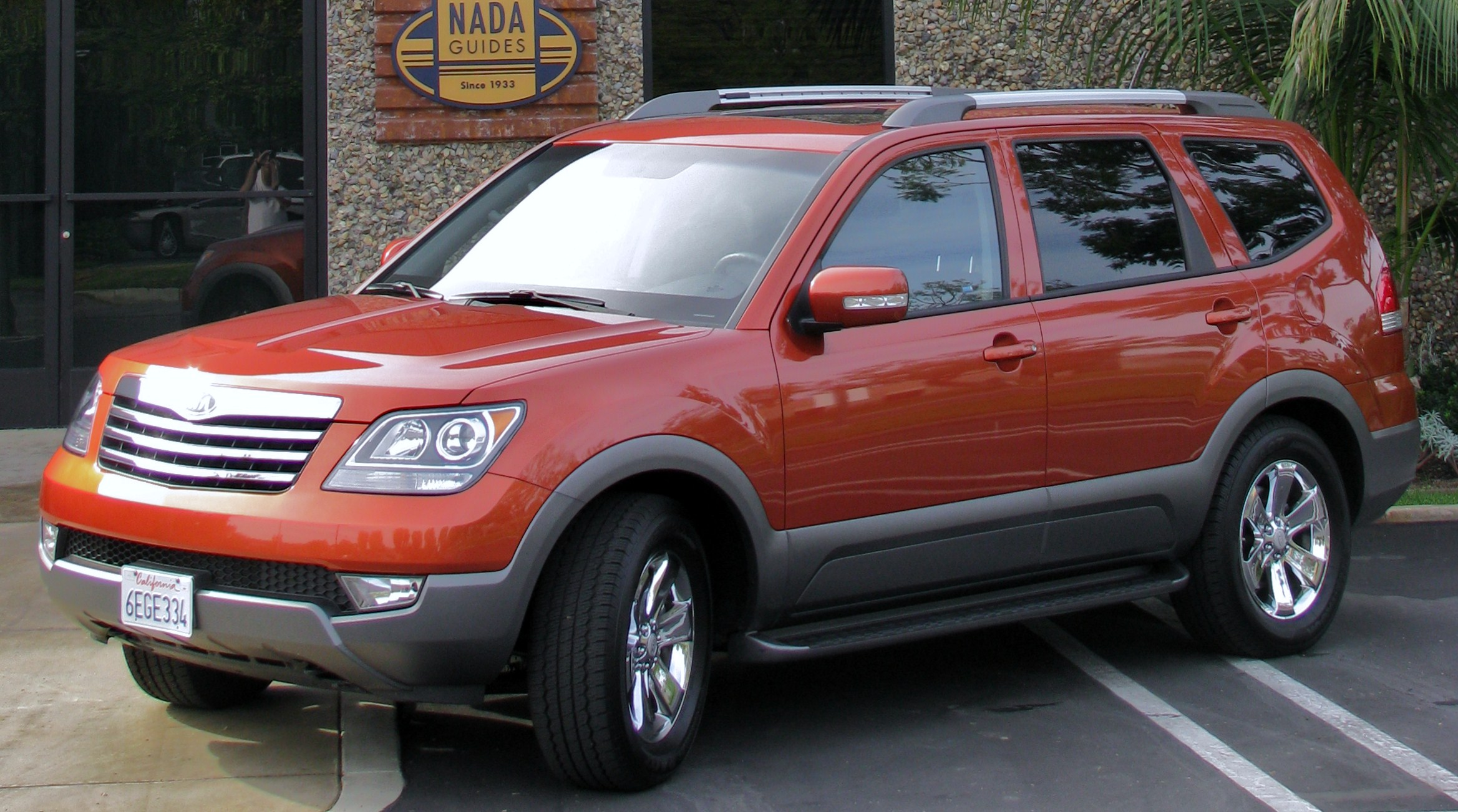